# Памятник И. Я. Яковлеву (Ульяновск)
Па́мятник Ива́ну Я́ковлевичу Я́ковлеву  скульптура, являющаяся основной композицией в сквере имени Ивана Яковлева в городе Ульяновске.
Посвящена чувашскому просветителю, меценату, педагогу и организатору народных школ, создателю нового чувашского алфавита, автору учебников чувашского и русского языков для чувашей, писателю, переводчику и фольклористу Ивану Яковлевичу Яковлеву

## История создания
В 2005 году администрацией города Ульяновска и представителями чувашской общественности было принято решение об установке в Ульяновске памятника великому чувашскому просветителю, Почётному гражданину города Ульяновска Ивану Яковлевичу Яковлеву. Место для памятника было выбрано в сквере «Колючий садик» (в прошлом, с 1949 по 1980-е годы, на этом месте находилась парковая скульптура «Ленин в детстве»), на пересечении улиц 12 сентября и Льва Толстого, напротив памятника И. Н. Ульянову — его старшему товарищу и коллеге Илье Николаевичу Ульянову.
В сооружение памятника свой вклад внесли более 500 простых граждан и около 100 предприятий и организаций Ульяновской области и Чувашской республики. Финансовую поддержку оказали и ульяновские власти.
Автором памятника в Ульяновске стал заслуженный художник Чувашии и Башкирии, скульптор Владимир Порфирьевич Нагорнов. Бронзовая фигура И. Я. Яковлева высотой 2,6 метра установлена на невысоком постаменте, выполненным из гранита. Вес монумента составляет 6,5 тонн. Яковлев держит в руке томик чувашской азбуки, которую он создал и впоследствии редактировал.
Торжественное открытие памятника состоялось 1 октября 2006 года.
На открытии присутствовали представители Республики Чувашия, гости из Москвы, губернатор Ульяновской области Сергей Морозов и мэр города Сергей Ермаков.
На постаменте памятника начертаны слова из духовного завещания И. Я. Яковлева чувашскому народу: «Верьте в Россию, любите её, и она будет вам матерью»